# ロバート・ジェームズ・ウォラー
ロバート・ジェームズ・ウォラー（英: Robert James Waller、1939年8月1日 - 2017年3月10日）は、アメリカ合衆国の小説家。『マディソン郡の橋』で大成功を収めたことが広く知られている。

## 生涯
ウォラーは1962年に学士号を、その2年後には修士号をノーザンアイオワ大学で取得した。1968年にはインディアナ大学ブルーミントン校のケリー経営学部で経済学の博士号を取得した。同年、北アイオワ大学に舞い戻って経営学と経済学、応用数学を教えるようになった。1975年から翌年まではオハイオ州コロンバスにあるバテル記念研究所で活動していた。1977年には、教授となっていた。1980年には経済学部のディーン（学部長）にまで登り詰めるが、1986年にその役職を退く。1991年には、教壇からも退いた。2000年には、数百万ドル (seven figure) もの寄付をインディアナ大学に行っていたことが明らかとなっている。
『マディソン郡の橋』を含む彼の数作品の著作が、ニューヨーク・タイムズのベストセラーリストに掲載されている。『マディソン郡の橋』は1993年のベストセラー第1位に輝いた。『マディソン郡の橋』と1995年発行の小説 Puerto Vallarta Squeeze は映画化されている。
2017年3月10日、テキサス州、フレデリックスバーグの自宅にて死去した。多発性骨髄腫を患っていた。

## 私生活
ウォーラーは生まれてからずっとアイオワで生活していたが、『マディソン郡の橋』のヒットで、元の住まいから80キロメートル程度離れた、テキサス州アルパインに引っ越している。ウォラーとその前妻グルジア・アン・ヴィースマイアー (Georgia Ann Wiedemeier)、それに加えてリンダ・ボウ (Linda Bow) の3人でインド旅行をしたときに、ウォラーはリンダに求婚しており、36年にも亘ったグルジアとの結婚生活は離婚で幕を下ろした。リンダは、造園を目的として、ウォラーが1995年に雇った女性であり、1,200エーカーの広さをもつファイヤーライト牧場 (Firelight Ranch) で、グルジアとグルジアの娘レイチェルとともに働いていた。

## 著作

### 小説
日本語で書名が書かれたものは、NDLサーチで日本語訳が確認できる作品である。
- 『マディソン郡の橋』(The Bridges of Madison County)、1992年
- 『スローワルツの川』(Slow Waltz in Cedar Bend)、1993年 ISBN 0-446-51653-8
- Puerto Vallarta Squeeze、1995年
- 『ボーダー・ミュージック』(Border Music)、1995年
- 『マディソン郡の橋終楽章』(A Thousand Country Roads: An Epilogue to The Bridges of Madison County)、2002年 - 『マディソン郡の橋』の第二部作
- High Plains Tango、2005年 - 『マディソン郡の橋』の第三部作
- The Long Night of Winchell Dear、2007年

### 詩集
- Just Beyond the Firelight、1988年

### ノンフィクション
- One Good Road is Enough、1990年
- Iowa: Perspectives on Today and Tomorrow、1991年
- Old Songs in a New Café、1994年
- Images、1994年[8]
- The Summer Nights Never End...Until They Do: Life, Liberty, and the Lure of the Short-Run、2012年

### 音楽
- The Ballads of Madison County: A Collection of Songs